# 1. Bundesliga 2024-25
La 1. Bundesliga 2024-25 fue la 62.ª edición de la máxima competición profesional de fútbol en Alemania. Organizado por la Deutsche Fußball Liga (DFL), el torneo comenzó el 23 de agosto de 2024 y finalizó el 17 de mayo de 2025.
Un total de 18 equipos participaron en la competición, incluyendo 15 equipos de la temporada anterior, 2 provenientes de la 2. Bundesliga 2023-24 y ganador del play-off.

## Sistema de competición
La competición constó de un grupo único integrado por dieciocho clubes de toda la geografía alemana. Siguiendo un sistema de liga, los dieciocho equipos se enfrentaron todos contra todos en dos ocasiones, una en campo propio y otra en campo contrario, sumando un total de 34 jornadas. El orden de los encuentros se decidió por sorteo antes de empezar la competición y la clasificación final se estableció teniendo en cuenta los puntos obtenidos en cada enfrentamiento, a razón de tres por partido ganado, uno por empate y ninguno en caso de derrota.

### Clasificación para competiciones europeas
Los cuatro mejores equipos se clasificaron para la Liga de Campeones de la UEFA 2025-26. El siguiente mejor equipo ubicado y el campeón de la Copa de Alemania 2024-25 no clasificados a la Liga de Campeones de la UEFA 2025-26 clasificaron a la Liga Europa de la UEFA 2025-26. El siguiente mejor equipo ubicado y no clasificado a la Liga de Campeones de la UEFA 2025-26 y a la Liga Europa de la UEFA 2025-26 clasificó a la Liga Conferencia de la UEFA 2025-26 y los últimos dos descendieron a la 2. Bundesliga 2025-26.
No obstante, esta distribución se podía ver alterada si alguno de los equipos que hubieran obtenido una plaza en alguna competición europea a través de las competiciones nacionales hubiera obtenido una plaza diferente tras la consecución de algún título europeo en la misma temporada, o hubiera obtenido dos plazas distintas en competiciones nacionales (una a través de la Liga y otra a través de la Copa), provocando así las siguientes dos excepciones:
- Excepción de la Copa de Alemania: Si un equipo obtenía una plaza para la Liga Europa de la UEFA por ganar la Copa de Alemania, pero finalizaba la temporada entre los cuatro primeros clasificados de la 1. Bundesliga, la plaza obtenida en Copa pasaba al quinto clasificado, siendo el equipo clasificado en sexto lugar quien accedía a la plaza de la Liga Europa de la UEFA.

## Relevos
Dieciocho equipos compitieron en la liga: los 15 mejores equipos de la 1. Bundesliga 2023-24, los 2 equipos promovidos de la 2. Bundesliga 2023-24 y el ganador del play-off entre el decimosexto de la 1. Bundesliga y el tercero de la 2. Bundesliga.
El Holstein Kiel debutó y se convirtió en el club número 58 de la 1. Bundesliga y el primer club de Schleswig-Holstein. El club también sustituyó al Hansa Rostock como el club más septentrional de la historia de la liga.
El San Pauli regresó a la 1. Bundesliga después de 13 años de ausencia. Por primera vez el San Pauli jugó una temporada a un nivel más alto que el rival local el Hamburgo.
| Pos. | Descendidos a 2. Bundesliga |
| ---- | --------------------------- |
| 17.º | Colonia                     |
| 18.º | Darmstadt 98                |

| Pos. | Ascendidos de 2. Bundesliga |
| ---- | --------------------------- |
| 1.º  | San Pauli                   |
| 2.º  | Holstein Kiel               |

## Información
| Equipo                   | Ciudad          | Entrenador        | Capitán             | Estadio             | Capacidad | Proveedor | Patrocinador  |
| ------------------------ | --------------- | ----------------- | ------------------- | ------------------- | --------- | --------- | ------------- |
| Augsburgo                | Augsburgo       | Jess Thorup       | Jeffrey Gouweleeuw  | WWK Arena           | 30 660    | Mizuno    | WWK           |
| Bayer Leverkusen         | Leverkusen      | Xabi Alonso       | Lukáš Hrádecký      | BayArena            | 30 210    | Castore   | Barmenia      |
| Bayern de Múnich         | Múnich          | Vincent Kompany   | Manuel Neuer        | Allianz Arena       | 75 000    | Adidas    | DTAG          |
| Bochum                   | Bochum          | Dieter Hecking    | Anthony Losilla     | Vonovia Ruhrstadion | 27 599    | Mizuno    | Vonovia       |
| Borussia Dortmund        | Dortmund        | Niko Kovač        | Emre Can            | Signal Iduna Park   | 81 365    | Puma      | 1&1           |
| Borussia Mönchengladbach | Mönchengladbach | Gerardo Seoane    | Jonas Omlin         | Borussia Park       | 54 057    | Puma      | Reuter Gruppe |
| Eintracht Fráncfort      | Fráncfort       | Dino Toppmöller   | Kevin Trapp         | Deutsche Bank Park  | 58 000    | Nike      | Indeed        |
| Friburgo                 | Friburgo        | Julian Schuster   | Christian Günter    | Europa-Park Stadion | 34 700    | Nike      | JobRad        |
| Heidenheim               | Heidenheim      | Frank Schmidt     | Patrick Mainka      | Voith-Arena         | 15 000    | Puma      | MHP           |
| Hoffenheim               | Sinsheim        | Christian Ilzer   | Oliver Baumann      | PreZero Arena       | 30 150    | Joma      | SAP           |
| Holstein Kiel            | Kiel            | Marcel Rapp       | Lewis Holtby        | Holstein-Stadion    | 15 034    | Puma      | Famila        |
| Maguncia 05              | Maguncia        | Bo Henriksen      | Silvan Widmer       | Mewa Arena          | 34 034    | Jako      | Kömmerling    |
| RB Leipzig               | Leipzig         | Zsolt Lőw         | Willi Orbán         | Red Bull Arena      | 47 069    | Puma      | Red Bull      |
| San Pauli                | Hamburgo        | Alexander Blessin | Jackson Irvine      | Millerntor-Stadion  | 29 546    | Puma      | Congstar      |
| Stuttgart                | Stuttgart       | Sebastian Hoeneß  | Atakan Karazor      | MHPArena            | 60 058    | Jako      | Winamax       |
| Unión Berlín             | Berlín          | Steffen Baumgart  | Christopher Trimmel | Alte Försterei      | 22 012    | Adidas    | [[]]          |
| Werder Bremen            | Bremen          | Ole Werner        | Marco Friedl        | Weserstadion        | 42 100    | Hummel    | Matthäi       |
| Wolfsburgo               | Wolfsburgo      | Daniel Bauer INT  | Maximilian Arnold   | Volkswagen-Arena    | 30 000    | Nike      | Volkswagen    |

### Cambios de entrenadores
| Equipo            | Entrenador (Jornadas)                | Fecha de vacante        | Tipo de salida                        | Posición en la tabla | Entrenador entrante            | Fecha de nombramiento   |
| ----------------- | ------------------------------------ | ----------------------- | ------------------------------------- | -------------------- | ------------------------------ | ----------------------- |
| Bayern de Múnich  | Thomas Tuchel                        | 21 de febrero de 2024   | Mutuo acuerdo                         | Pretemporada         | Vincent Kompany                | 29 de mayo de 2024      |
| Friburgo          | Christian Streich                    | 18 de marzo de 2024     | Mutuo acuerdo                         | Pretemporada         | Julian Schuster                | 20 de marzo de 2024     |
| Bochum            | Heiko Butscher INT                   | 9 de abril de 2024      | Fin de interinidad                    | Pretemporada         | Peter Zeidler                  | 4 de junio de 2024      |
| Unión Berlín      | Marco Grote INT                      | 7 de mayo de 2024       | Fin de interinidad                    | Pretemporada         | Bo Svensson                    | 23 de mayo de 2024      |
| Borussia Dortmund | Edin Terzić                          | 13 de junio de 2024     | Mutuo acuerdo                         | Pretemporada         | Nuri Şahin                     | 14 de junio de 2024     |
| San Pauli         | Fabian Hürzeler                      | 15 de junio de 2024     | Contratado por Brighton & Hove Albion | Pretemporada         | Alexander Blessin              | 27 de junio de 2024     |
| Bochum            | Peter Zeidler (1–7)                  | 20 de octubre de 2024   | Despedido                             | 18.º                 | Markus Feldhoff Murat Ural INT | 21 de octubre de 2024   |
| Bochum            | Markus Feldhoff Murat Ural INT (8–9) | 4 de noviembre de 2024  | Fin de interinidad                    | 18.º                 | Dieter Hecking                 | 4 de noviembre de 2024  |
| Hoffenheim        | Pellegrino Matarazzo (1–10)          | 11 de noviembre de 2024 | Despedido                             | 15.º                 | Christian Ilzer                | 15 de noviembre de 2024 |
| Unión Berlín      | Bo Svensson (1–15)                   | 27 de diciembre de 2024 | Despedido                             | 12.º                 | Steffen Baumgart               | 30 de diciembre de 2024 |
| Borussia Dortmund | Nuri Şahin (1–18)                    | 22 de enero de 2025     | Despedido                             | 10.º                 | Mike Tullberg INT              | 22 de enero de 2025     |
| Borussia Dortmund | Mike Tullberg INT (19–20)            | 2 de febrero de 2025    | Fin de interinidad                    | 11.º                 | Niko Kovač                     | 2 de febrero de 2025    |
| RB Leipzig        | Marco Rose (1–27)                    | 30 de marzo de 2025     | Despedido                             | 6.º                  | Zsolt Lőw INT                  | 30 de marzo de 2025     |
| Wolfsburgo        | Ralph Hasenhüttl (1–32)              | 4 de mayo de 2025       | Despedido                             | 12.º                 | Daniel Bauer INT               | 4 de mayo de 2025       |

### Equipos por estados federados
| Región                      | N.º | Equipos                                                                |
| --------------------------- | --- | ---------------------------------------------------------------------- |
| Baden-Wurtemberg            | 4   | Friburgo, Heidenheim, Hoffenheim y Stuttgart                           |
| Renania del Norte-Westfalia | 4   | Bayer Leverkusen, Bochum, Borussia Dortmund y Borussia Mönchengladbach |
| Baviera                     | 2   | Augsburgo y Bayern de Múnich                                           |
| Baja Sajonia                | 1   | Wolfsburgo                                                             |
| Berlín                      | 1   | Unión Berlín                                                           |
| Bremen                      | 1   | Werder Bremen                                                          |
| Hamburgo                    | 1   | San Pauli                                                              |
| Hesse                       | 1   | Eintracht Fráncfort                                                    |
| Renania-Palatinado          | 1   | Maguncia 05                                                            |
| Sajonia                     | 1   | RB Leipzig                                                             |
| Schleswig-Holstein          | 1   | Holstein Kiel                                                          |

## Clasificación
| Pos. | Equipo                   | Pts. | PJ | G  | E  | P  | GF | GC | Dif. | Clasificación 2025-26                    |
| ---- | ------------------------ | ---- | -- | -- | -- | -- | -- | -- | ---- | ---------------------------------------- |
| 1    | Bayern de Múnich (C)     | 82   | 34 | 25 | 7  | 2  | 99 | 32 | +67  | Fase de liga de la Liga de Campeones     |
| 2    | Bayer Leverkusen         | 69   | 34 | 19 | 12 | 3  | 72 | 43 | +29  | Fase de liga de la Liga de Campeones     |
| 3    | Eintracht Fráncfort      | 60   | 34 | 17 | 9  | 8  | 68 | 46 | +22  | Fase de liga de la Liga de Campeones     |
| 4    | Borussia Dortmund        | 57   | 34 | 17 | 6  | 11 | 71 | 51 | +20  | Fase de liga de la Liga de Campeones     |
| 5    | Friburgo                 | 55   | 34 | 16 | 7  | 11 | 49 | 53 | −4   | Fase de liga de la Liga Europa           |
| 6    | Maguncia 05              | 52   | 34 | 14 | 10 | 10 | 55 | 43 | +12  | Ronda de play-off de la Liga Conferencia |
| 7    | RB Leipzig               | 51   | 34 | 13 | 12 | 9  | 53 | 48 | +5   |                                          |
| 8    | Werder Bremen            | 51   | 34 | 14 | 9  | 11 | 54 | 57 | −3   |                                          |
| 9    | Stuttgart                | 50   | 34 | 14 | 8  | 12 | 64 | 53 | +11  | Fase de liga de la Liga Europa           |
| 10   | Borussia Mönchengladbach | 45   | 34 | 13 | 6  | 15 | 55 | 57 | −2   |                                          |
| 11   | Wolfsburgo               | 43   | 34 | 11 | 10 | 13 | 56 | 54 | +2   |                                          |
| 12   | Augsburgo                | 43   | 34 | 11 | 10 | 13 | 35 | 51 | −16  |                                          |
| 13   | Unión Berlín             | 40   | 34 | 10 | 10 | 14 | 35 | 51 | −16  |                                          |
| 14   | San Pauli                | 32   | 34 | 8  | 8  | 18 | 28 | 41 | −13  |                                          |
| 15   | Hoffenheim               | 32   | 34 | 7  | 11 | 16 | 46 | 68 | −22  |                                          |
| 16   | Heidenheim (O)           | 29   | 34 | 8  | 5  | 21 | 37 | 64 | −27  | Play-offs de promoción de categoría      |
| 17   | Holstein Kiel (D)        | 25   | 34 | 6  | 7  | 21 | 49 | 80 | −31  | Descenso a la 2. Bundesliga              |
| 18   | Bochum (D)               | 25   | 34 | 6  | 7  | 21 | 33 | 67 | −34  | Descenso a la 2. Bundesliga              |

 Fuente: DFB
Criterios de clasificación: Puntos · Diferencia de goles · Goles a favor · Puntos en enfrentamientos directos · Goles marcados fuera de casa en enfrentamientos directos · Goles marcados fuera de casa · Play-off
Notas:
1. ↑  Stuttgart clasificó a la fase de liga de la Liga Europa tras coronarse campeón de la Copa de Alemania 2024-25.

## Evolución de la clasificación
| Equipo                   | 01 | 02 | 03 | 04 | 05 | 06 | 07 | 08 | 09 | 10 | 11 | 12 | 13 | 14 | 15 | 16 | 17 | 18 | 19 | 20 | 21 | 22 | 23 | 24 | 25 | 26 | 27 | 28 | 29 | 30 | 31 | 32 | 33 | 34 |
| ------------------------ | -- | -- | -- | -- | -- | -- | -- | -- | -- | -- | -- | -- | -- | -- | -- | -- | -- | -- | -- | -- | -- | -- | -- | -- | -- | -- | -- | -- | -- | -- | -- | -- | -- | -- |
| Bayern de Múnich         | 5  | 2  | 1  | 1  | 1  | 1  | 1  | 1  | 1  | 1  | 1  | 1  | 1  | 1  | 1  | 1  | 1  | 1  | 1  | 1  | 1  | 1  | 1  | 1  | 1  | 1  | 1  | 1  | 1  | 1  | 1  | 1  | 1  | 1  |
| Bayer Leverkusen         | 4  | 8  | 5  | 2  | 4  | 5  | 4  | 3  | 4  | 4  | 4  | 3  | 3  | 2  | 2  | 2  | 2  | 2  | 2  | 2  | 2  | 2  | 2  | 2  | 2  | 2  | 2  | 2  | 2  | 2  | 2  | 2  | 2  | 2  |
| Eintracht Fráncfort      | 17 | 9  | 6  | 4  | 2  | 3  | 6  | 6  | 3  | 3  | 2  | 2  | 2  | 3  | 3  | 3  | 3  | 3  | 3  | 3  | 3  | 3  | 3  | 3  | 4  | 4  | 3  | 3  | 3  | 3  | 3  | 3  | 3  | 3  |
| Borussia Dortmund        | 2  | 4  | 2  | 8  | 5  | 7  | 7  | 7  | 5  | 7  | 5  | 5  | 6  | 8  | 6  | 8  | 10 | 10 | 11 | 11 | 11 | 11 | 10 | 10 | 10 | 11 | 10 | 8  | 8  | 7  | 6  | 5  | 5  | 4  |
| Friburgo                 | 1  | 10 | 7  | 3  | 7  | 4  | 3  | 5  | 6  | 5  | 7  | 6  | 7  | 5  | 9  | 6  | 8  | 8  | 10 | 9  | 6  | 5  | 4  | 5  | 5  | 6  | 7  | 7  | 6  | 5  | 4  | 4  | 4  | 5  |
| Maguncia 05              | 11 | 12 | 15 | 10 | 12 | 10 | 12 | 13 | 13 | 10 | 8  | 7  | 9  | 7  | 5  | 5  | 6  | 6  | 6  | 6  | 7  | 6  | 5  | 4  | 3  | 3  | 4  | 4  | 5  | 6  | 7  | 7  | 6  | 6  |
| RB Leipzig               | 7  | 3  | 3  | 5  | 3  | 2  | 2  | 2  | 2  | 2  | 3  | 4  | 4  | 4  | 4  | 4  | 4  | 5  | 5  | 4  | 4  | 4  | 6  | 6  | 6  | 5  | 6  | 5  | 4  | 4  | 5  | 6  | 7  | 7  |
| Werder Bremen            | 8  | 13 | 8  | 11 | 10 | 11 | 8  | 9  | 10 | 8  | 12 | 12 | 10 | 9  | 7  | 9  | 9  | 9  | 9  | 8  | 10 | 10 | 12 | 12 | 12 | 12 | 12 | 10 | 9  | 8  | 8  | 8  | 8  | 8  |
| Stuttgart                | 16 | 14 | 10 | 7  | 8  | 8  | 10 | 8  | 8  | 11 | 9  | 9  | 8  | 6  | 10 | 7  | 5  | 4  | 4  | 5  | 5  | 7  | 7  | 9  | 8  | 10 | 11 | 9  | 11 | 11 | 11 | 10 | 9  | 9  |
| Borussia Mönchengladbach | 12 | 6  | 13 | 14 | 11 | 14 | 11 | 11 | 9  | 9  | 6  | 10 | 11 | 11 | 8  | 11 | 11 | 11 | 8  | 7  | 8  | 8  | 9  | 8  | 9  | 7  | 5  | 6  | 7  | 9  | 9  | 9  | 10 | 10 |
| Wolfsburgo               | 14 | 7  | 12 | 13 | 13 | 12 | 13 | 14 | 14 | 12 | 11 | 8  | 5  | 10 | 11 | 10 | 7  | 7  | 7  | 10 | 9  | 9  | 8  | 7  | 7  | 8  | 9  | 12 | 12 | 12 | 12 | 12 | 12 | 11 |
| Augsburgo                | 9  | 15 | 11 | 12 | 15 | 13 | 15 | 12 | 11 | 13 | 14 | 13 | 13 | 13 | 13 | 13 | 12 | 12 | 12 | 12 | 12 | 12 | 11 | 11 | 11 | 9  | 8  | 11 | 10 | 10 | 10 | 11 | 11 | 12 |
| Unión Berlín             | 10 | 5  | 9  | 6  | 9  | 6  | 5  | 4  | 7  | 6  | 10 | 11 | 12 | 12 | 12 | 12 | 13 | 13 | 14 | 14 | 13 | 13 | 13 | 14 | 14 | 13 | 13 | 13 | 13 | 13 | 13 | 13 | 13 | 13 |
| San Pauli                | 18 | 18 | 17 | 17 | 14 | 15 | 16 | 16 | 15 | 16 | 16 | 15 | 15 | 15 | 14 | 14 | 14 | 14 | 13 | 13 | 14 | 14 | 15 | 15 | 15 | 15 | 15 | 15 | 15 | 14 | 14 | 14 | 14 | 14 |
| Hoffenheim               | 6  | 11 | 14 | 15 | 16 | 16 | 14 | 15 | 16 | 15 | 13 | 14 | 14 | 14 | 15 | 15 | 16 | 15 | 15 | 15 | 15 | 15 | 14 | 13 | 13 | 14 | 14 | 14 | 14 | 15 | 15 | 15 | 15 | 15 |
| Heidenheim               | 3  | 1  | 4  | 9  | 6  | 9  | 9  | 10 | 12 | 14 | 15 | 16 | 16 | 16 | 16 | 16 | 15 | 16 | 16 | 16 | 16 | 16 | 16 | 18 | 18 | 17 | 16 | 16 | 16 | 16 | 16 | 16 | 16 | 16 |
| Holstein Kiel            | 13 | 16 | 18 | 18 | 18 | 17 | 17 | 17 | 17 | 17 | 17 | 17 | 17 | 17 | 17 | 17 | 17 | 17 | 17 | 17 | 17 | 18 | 18 | 17 | 17 | 18 | 18 | 18 | 18 | 18 | 17 | 17 | 17 | 17 |
| Bochum                   | 15 | 17 | 16 | 16 | 17 | 18 | 18 | 18 | 18 | 18 | 18 | 18 | 18 | 18 | 18 | 18 | 18 | 18 | 18 | 18 | 18 | 17 | 17 | 16 | 16 | 16 | 17 | 17 | 17 | 17 | 18 | 18 | 18 | 18 |

|  |

## Resultados
- Los horarios corresponden al huso horario de Alemania (Hora central europea): UTC+1 en horario estándar y UTC+2 en horario de verano.

### Primera vuelta
| Jornada 1                | Jornada 1 | Jornada 1           | Jornada 1           | Jornada 1    | Jornada 1 | Jornada 1 |
| Local                    | Resultado | Visitante           | Estadio             | Fecha        | Hora      |           |
| ------------------------ | --------- | ------------------- | ------------------- | ------------ | --------- | --------- |
| Borussia Mönchengladbach | 2 – 3     | Bayer Leverkusen    | Borussia Park       | 23 de agosto | 20:30     |           |
| Augsburgo                | 2 – 2     | Werder Bremen       | WWK Arena           | 24 de agosto | 15:30     |           |
| Friburgo                 | 3 – 1     | Stuttgart           | Europa-Park Stadion | 24 de agosto | 15:30     |           |
| Hoffenheim               | 3 – 2     | Holstein Kiel       | PreZero Arena       | 24 de agosto | 15:30     |           |
| Maguncia 05              | 1 – 1     | Unión Berlín        | Mewa Arena          | 24 de agosto | 15:30     |           |
| RB Leipzig               | 1 – 0     | Bochum              | Red Bull Arena      | 24 de agosto | 15:30     |           |
| Borussia Dortmund        | 2 – 0     | Eintracht Fráncfort | Signal Iduna Park   | 24 de agosto | 18:30     |           |
| Wolfsburgo               | 2 – 3     | Bayern de Múnich    | Volkswagen-Arena    | 25 de agosto | 15:30     |           |
| San Pauli                | 0 – 2     | Heidenheim          | Millerntor-Stadion  | 25 de agosto | 17:30     |           |

| Jornada 2           | Jornada 2 | Jornada 2                | Jornada 2           | Jornada 2       | Jornada 2 | Jornada 2 |
| Local               | Resultado | Visitante                | Estadio             | Fecha           | Hora      |           |
| ------------------- | --------- | ------------------------ | ------------------- | --------------- | --------- | --------- |
| Unión Berlín        | 1 – 0     | San Pauli                | Alte Försterei      | 30 de agosto    | 20:30     |           |
| Bochum              | 0 – 2     | Borussia Mönchengladbach | Vonovia Ruhrstadion | 31 de agosto    | 15:30     |           |
| Eintracht Fráncfort | 3 – 1     | Hoffenheim               | Deutsche Bank Park  | 31 de agosto    | 15:30     |           |
| Holstein Kiel       | 0 – 2     | Wolfsburgo               | Holstein-Stadion    | 31 de agosto    | 15:30     |           |
| Stuttgart           | 3 – 3     | Maguncia 05              | MHPArena            | 31 de agosto    | 15:30     |           |
| Werder Bremen       | 0 – 0     | Borussia Dortmund        | Weserstadion        | 31 de agosto    | 15:30     |           |
| Bayer Leverkusen    | 2 – 3     | RB Leipzig               | BayArena            | 31 de agosto    | 18:30     |           |
| Heidenheim          | 4 – 0     | Augsburgo                | Voith-Arena         | 1 de septiembre | 15:30     |           |
| Bayern de Múnich    | 2 – 0     | Friburgo                 | Allianz Arena       | 1 de septiembre | 17:30     |           |

| Jornada 3                | Jornada 3 | Jornada 3           | Jornada 3           | Jornada 3        | Jornada 3 | Jornada 3 |
| Local                    | Resultado | Visitante           | Estadio             | Fecha            | Hora      |           |
| ------------------------ | --------- | ------------------- | ------------------- | ---------------- | --------- | --------- |
| Borussia Dortmund        | 4 – 2     | Heidenheim          | Signal Iduna Park   | 13 de septiembre | 20:30     |           |
| Borussia Mönchengladbach | 1 – 3     | Stuttgart           | Borussia Park       | 14 de septiembre | 15:30     |           |
| Friburgo                 | 2 – 1     | Bochum              | Europa-Park Stadion | 14 de septiembre | 15:30     |           |
| Hoffenheim               | 1 – 4     | Bayer Leverkusen    | PreZero Arena       | 14 de septiembre | 15:30     |           |
| RB Leipzig               | 0 – 0     | Unión Berlín        | Red Bull Arena      | 14 de septiembre | 15:30     |           |
| Wolfsburgo               | 1 – 2     | Eintracht Fráncfort | Volkswagen-Arena    | 14 de septiembre | 15:30     |           |
| Holstein Kiel            | 1 – 6     | Bayern de Múnich    | Holstein-Stadion    | 14 de septiembre | 18:30     |           |
| Augsburgo                | 3 – 1     | San Pauli           | WWK Arena           | 15 de septiembre | 15:30     |           |
| Maguncia 05              | 1 – 2     | Werder Bremen       | Mewa Arena          | 15 de septiembre | 17:30     |           |

| Jornada 4           | Jornada 4 | Jornada 4                | Jornada 4           | Jornada 4        | Jornada 4 | Jornada 4 |
| Local               | Resultado | Visitante                | Estadio             | Fecha            | Hora      |           |
| ------------------- | --------- | ------------------------ | ------------------- | ---------------- | --------- | --------- |
| Augsburgo           | 2 – 3     | Maguncia 05              | WWK Arena           | 20 de septiembre | 20:30     |           |
| Bochum              | 2 – 2     | Holstein Kiel            | Vonovia Ruhrstadion | 21 de septiembre | 15:30     |           |
| Heidenheim          | 0 – 3     | Friburgo                 | Voith-Arena         | 21 de septiembre | 15:30     |           |
| Unión Berlín        | 2 – 1     | Hoffenheim               | Alte Försterei      | 21 de septiembre | 15:30     |           |
| Werder Bremen       | 0 – 5     | Bayern de Múnich         | Weserstadion        | 21 de septiembre | 15:30     |           |
| Eintracht Fráncfort | 2 – 0     | Borussia Mönchengladbach | Deutsche Bank Park  | 21 de septiembre | 18:30     |           |
| Bayer Leverkusen    | 4 – 3     | Wolfsburgo               | BayArena            | 22 de septiembre | 15:30     |           |
| Stuttgart           | 5 – 1     | Borussia Dortmund        | MHPArena            | 22 de septiembre | 17:30     |           |
| San Pauli           | 0 – 0     | RB Leipzig               | Millerntor-Stadion  | 22 de septiembre | 19:30     |           |

| Jornada 5                | Jornada 5 | Jornada 5           | Jornada 5           | Jornada 5        | Jornada 5 | Jornada 5 |
| Local                    | Resultado | Visitante           | Estadio             | Fecha            | Hora      |           |
| ------------------------ | --------- | ------------------- | ------------------- | ---------------- | --------- | --------- |
| Borussia Dortmund        | 4 – 2     | Bochum              | Signal Iduna Park   | 27 de septiembre | 20:30     |           |
| Borussia Mönchengladbach | 1 – 0     | Unión Berlín        | Borussia Park       | 28 de septiembre | 15:30     |           |
| Friburgo                 | 0 – 3     | San Pauli           | Europa-Park Stadion | 28 de septiembre | 15:30     |           |
| Maguncia 05              | 0 – 2     | Heidenheim          | Mewa Arena          | 28 de septiembre | 15:30     |           |
| RB Leipzig               | 4 – 0     | Augsburgo           | Red Bull Arena      | 28 de septiembre | 15:30     |           |
| Wolfsburgo               | 2 – 2     | Stuttgart           | Volkswagen-Arena    | 28 de septiembre | 15:30     |           |
| Bayern de Múnich         | 1 – 1     | Bayer Leverkusen    | Allianz Arena       | 28 de septiembre | 18:30     |           |
| Holstein Kiel            | 2 – 4     | Eintracht Fráncfort | Holstein-Stadion    | 29 de septiembre | 15:30     |           |
| Hoffenheim               | 3 – 4     | Werder Bremen       | PreZero Arena       | 29 de septiembre | 17:30     |           |

| Jornada 6           | Jornada 6 | Jornada 6                | Jornada 6           | Jornada 6    | Jornada 6 | Jornada 6 |
| Local               | Resultado | Visitante                | Estadio             | Fecha        | Hora      |           |
| ------------------- | --------- | ------------------------ | ------------------- | ------------ | --------- | --------- |
| Augsburgo           | 2 – 1     | Borussia Mönchengladbach | WWK Arena           | 4 de octubre | 20:30     |           |
| Bayer Leverkusen    | 2 – 2     | Holstein Kiel            | BayArena            | 5 de octubre | 15:30     |           |
| Bochum              | 1 – 3     | Wolfsburgo               | Vonovia Ruhrstadion | 5 de octubre | 15:30     |           |
| Unión Berlín        | 2 – 1     | Borussia Dortmund        | Alte Försterei      | 5 de octubre | 15:30     |           |
| Werder Bremen       | 0 – 1     | Friburgo                 | Weserstadion        | 5 de octubre | 15:30     |           |
| San Pauli           | 0 – 3     | Maguncia 05              | Millerntor-Stadion  | 5 de octubre | 18:30     |           |
| Heidenheim          | 0 – 1     | RB Leipzig               | Voith-Arena         | 6 de octubre | 15:30     |           |
| Eintracht Fráncfort | 3 – 3     | Bayern de Múnich         | Deutsche Bank Park  | 6 de octubre | 17:30     |           |
| Stuttgart           | 1 – 1     | Hoffenheim               | MHPArena            | 6 de octubre | 19:30     |           |

| Jornada 7                | Jornada 7 | Jornada 7           | Jornada 7           | Jornada 7     | Jornada 7 | Jornada 7 |
| Local                    | Resultado | Visitante           | Estadio             | Fecha         | Hora      |           |
| ------------------------ | --------- | ------------------- | ------------------- | ------------- | --------- | --------- |
| Borussia Dortmund        | 2 – 1     | San Pauli           | Signal Iduna Park   | 18 de octubre | 20:30     |           |
| Bayer Leverkusen         | 2 – 1     | Eintracht Fráncfort | BayArena            | 19 de octubre | 15:30     |           |
| Borussia Mönchengladbach | 3 – 2     | Heidenheim          | Borussia Park       | 19 de octubre | 15:30     |           |
| Friburgo                 | 3 – 1     | Augsburgo           | Europa-Park Stadion | 19 de octubre | 15:30     |           |
| Hoffenheim               | 3 – 1     | Bochum              | PreZero Arena       | 19 de octubre | 15:30     |           |
| Maguncia 05              | 0 – 2     | RB Leipzig          | Mewa Arena          | 19 de octubre | 15:30     |           |
| Bayern de Múnich         | 4 – 0     | Stuttgart           | Allianz Arena       | 19 de octubre | 18:30     |           |
| Holstein Kiel            | 0 – 2     | Unión Berlín        | Holstein-Stadion    | 20 de octubre | 15:30     |           |
| Wolfsburgo               | 2 – 4     | Werder Bremen       | Volkswagen-Arena    | 20 de octubre | 17:30     |           |

| Jornada 8     | Jornada 8 | Jornada 8                | Jornada 8           | Jornada 8     | Jornada 8 | Jornada 8 |
| Local         | Resultado | Visitante                | Estadio             | Fecha         | Hora      |           |
| ------------- | --------- | ------------------------ | ------------------- | ------------- | --------- | --------- |
| Maguncia 05   | 1 – 1     | Borussia Mönchengladbach | Mewa Arena          | 25 de octubre | 20:30     |           |
| Augsburgo     | 2 – 1     | Borussia Dortmund        | WWK Arena           | 26 de octubre | 15:30     |           |
| RB Leipzig    | 3 – 1     | Friburgo                 | Red Bull Arena      | 26 de octubre | 15:30     |           |
| San Pauli     | 0 – 0     | Wolfsburgo               | Millerntor-Stadion  | 26 de octubre | 15:30     |           |
| Stuttgart     | 2 – 1     | Holstein Kiel            | MHPArena            | 26 de octubre | 15:30     |           |
| Werder Bremen | 2 – 2     | Bayer Leverkusen         | Weserstadion        | 26 de octubre | 18:30     |           |
| Bochum        | 0 – 5     | Bayern de Múnich         | Vonovia Ruhrstadion | 27 de octubre | 15:30     |           |
| Unión Berlín  | 1 – 1     | Eintracht Fráncfort      | Alte Försterei      | 27 de octubre | 17:30     |           |
| Heidenheim    | 0 – 0     | Hoffenheim               | Voith-Arena         | 27 de octubre | 19:30     |           |

| Jornada 9                | Jornada 9 | Jornada 9     | Jornada 9           | Jornada 9      | Jornada 9 | Jornada 9 |
| Local                    | Resultado | Visitante     | Estadio             | Fecha          | Hora      |           |
| ------------------------ | --------- | ------------- | ------------------- | -------------- | --------- | --------- |
| Bayer Leverkusen         | 0 – 0     | Stuttgart     | BayArena            | 1 de noviembre | 20:30     |           |
| Bayern de Múnich         | 3 – 0     | Unión Berlín  | Allianz Arena       | 2 de noviembre | 15:30     |           |
| Eintracht Fráncfort      | 7 – 2     | Bochum        | Deutsche Bank Park  | 2 de noviembre | 15:30     |           |
| Hoffenheim               | 0 – 2     | San Pauli     | PreZero Arena       | 2 de noviembre | 15:30     |           |
| Holstein Kiel            | 1 – 0     | Heidenheim    | Holstein-Stadion    | 2 de noviembre | 15:30     |           |
| Wolfsburgo               | 1 – 1     | Augsburgo     | Volkswagen-Arena    | 2 de noviembre | 15:30     |           |
| Borussia Dortmund        | 2 – 1     | RB Leipzig    | Signal Iduna Park   | 2 de noviembre | 18:30     |           |
| Friburgo                 | 0 – 0     | Maguncia 05   | Europa-Park Stadion | 3 de noviembre | 15:30     |           |
| Borussia Mönchengladbach | 4 – 1     | Werder Bremen | Borussia Park       | 3 de noviembre | 17:30     |           |

| Jornada 10    | Jornada 10 | Jornada 10               | Jornada 10          | Jornada 10      | Jornada 10 | Jornada 10 |
| Local         | Resultado  | Visitante                | Estadio             | Fecha           | Hora       |            |
| ------------- | ---------- | ------------------------ | ------------------- | --------------- | ---------- | ---------- |
| Unión Berlín  | 0 – 0      | Friburgo                 | Alte Försterei      | 8 de noviembre  | 20:30      |            |
| Bochum        | 1 – 1      | Bayer Leverkusen         | Vonovia Ruhrstadion | 9 de noviembre  | 15:30      |            |
| Maguncia 05   | 3 – 1      | Borussia Dortmund        | Mewa Arena          | 9 de noviembre  | 15:30      |            |
| San Pauli     | 0 – 1      | Bayern de Múnich         | Millerntor-Stadion  | 9 de noviembre  | 15:30      |            |
| Werder Bremen | 2 – 1      | Holstein Kiel            | Weserstadion        | 9 de noviembre  | 15:30      |            |
| RB Leipzig    | 0 – 0      | Borussia Mönchengladbach | Red Bull Arena      | 9 de noviembre  | 18:30      |            |
| Augsburgo     | 0 – 0      | Hoffenheim               | WWK Arena           | 10 de noviembre | 15:30      |            |
| Stuttgart     | 2 – 3      | Eintracht Fráncfort      | MHPArena            | 10 de noviembre | 17:30      |            |
| Heidenheim    | 1 – 3      | Wolfsburgo               | Voith-Arena         | 10 de noviembre | 19:30      |            |

| Jornada 11               | Jornada 11 | Jornada 11    | Jornada 11         | Jornada 11      | Jornada 11 | Jornada 11 |
| Local                    | Resultado  | Visitante     | Estadio            | Fecha           | Hora       |            |
| ------------------------ | ---------- | ------------- | ------------------ | --------------- | ---------- | ---------- |
| Bayern de Múnich         | 3 – 0      | Augsburgo     | Allianz Arena      | 22 de noviembre | 20:30      |            |
| Bayer Leverkusen         | 5 – 2      | Heidenheim    | BayArena           | 23 de noviembre | 15:30      |            |
| Borussia Dortmund        | 4 – 0      | Friburgo      | Signal Iduna Park  | 23 de noviembre | 15:30      |            |
| Hoffenheim               | 4 – 3      | RB Leipzig    | PreZero Arena      | 23 de noviembre | 15:30      |            |
| Stuttgart                | 2 – 0      | Bochum        | MHPArena           | 23 de noviembre | 15:30      |            |
| Wolfsburgo               | 1 – 0      | Unión Berlín  | Volkswagen-Arena   | 23 de noviembre | 15:30      |            |
| Eintracht Fráncfort      | 1 – 0      | Werder Bremen | Deutsche Bank Park | 23 de noviembre | 18:30      |            |
| Holstein Kiel            | 0 – 3      | Maguncia 05   | Holstein-Stadion   | 24 de noviembre | 15:30      |            |
| Borussia Mönchengladbach | 2 – 0      | San Pauli     | Borussia Park      | 24 de noviembre | 17:30      |            |

| Jornada 12        | Jornada 12 | Jornada 12               | Jornada 12          | Jornada 12      | Jornada 12 | Jornada 12 |
| Local             | Resultado  | Visitante                | Estadio             | Fecha           | Hora       |            |
| ----------------- | ---------- | ------------------------ | ------------------- | --------------- | ---------- | ---------- |
| San Pauli         | 3 – 1      | Holstein Kiel            | Millerntor-Stadion  | 29 de noviembre | 20:30      |            |
| Augsburgo         | 1 – 0      | Bochum                   | WWK Arena           | 30 de noviembre | 15:30      |            |
| Friburgo          | 3 – 1      | Borussia Mönchengladbach | Europa-Park Stadion | 30 de noviembre | 15:30      |            |
| RB Leipzig        | 1 – 5      | Wolfsburgo               | Red Bull Arena      | 30 de noviembre | 15:30      |            |
| Unión Berlín      | 1 – 2      | Bayer Leverkusen         | Alte Försterei      | 30 de noviembre | 15:30      |            |
| Werder Bremen     | 2 – 2      | Stuttgart                | Weserstadion        | 30 de noviembre | 15:30      |            |
| Borussia Dortmund | 1 – 1      | Bayern de Múnich         | Signal Iduna Park   | 30 de noviembre | 18:30      |            |
| Maguncia 05       | 2 – 0      | Hoffenheim               | Mewa Arena          | 1 de diciembre  | 15:30      |            |
| Heidenheim        | 0 – 4      | Eintracht Fráncfort      | Voith-Arena         | 1 de diciembre  | 17:30      |            |

| Stuttgart                | 3 – 2 | Unión Berlín      | MHPArena            | 6 de diciembre | 20:30 |
| Bayer Leverkusen         | 2 – 1 | San Pauli         | BayArena            | 7 de diciembre | 15:30 |
| Bayern de Múnich         | 4 – 2 | Heidenheim        | Allianz Arena       | 7 de diciembre | 15:30 |
| Bochum                   | 0 – 1 | Werder Bremen     | Vonovia Ruhrstadion | 7 de diciembre | 15:30 |
| Eintracht Fráncfort      | 2 – 2 | Augsburgo         | Deutsche Bank Park  | 7 de diciembre | 15:30 |
| Holstein Kiel            | 0 – 2 | RB Leipzig        | Holstein-Stadion    | 7 de diciembre | 15:30 |
| Borussia Mönchengladbach | 1 – 1 | Borussia Dortmund | Borussia Park       | 7 de diciembre | 18:30 |
| Wolfsburgo               | 4 – 3 | Maguncia 05       | Volkswagen-Arena    | 8 de diciembre | 15:30 |
| Hoffenheim               | 1 – 1 | Friburgo          | PreZero Arena       | 8 de diciembre | 17:30 |

| Friburgo                 | 3 – 2 | Wolfsburgo          | Europa-Park Stadion | 13 de diciembre | 20:30 |
| Augsburgo                | 0 – 2 | Bayer Leverkusen    | WWK Arena           | 14 de diciembre | 15:30 |
| Borussia Mönchengladbach | 4 – 1 | Holstein Kiel       | Borussia Park       | 14 de diciembre | 15:30 |
| Maguncia 05              | 2 – 1 | Bayern de Múnich    | Mewa Arena          | 14 de diciembre | 15:30 |
| Unión Berlín             | 0 – 2 | Bochum              | Alte Försterei      | 14 de diciembre | 15:30 |
| San Pauli                | 0 – 2 | Werder Bremen       | Millerntor-Stadion  | 14 de diciembre | 18:30 |
| Heidenheim               | 1 – 3 | Stuttgart           | Voith-Arena         | 15 de diciembre | 15:30 |
| Borussia Dortmund        | 1 – 1 | Hoffenheim          | Signal Iduna Park   | 15 de diciembre | 17:30 |
| RB Leipzig               | 2 – 1 | Eintracht Fráncfort | Red Bull Arena      | 15 de diciembre | 19:30 |

| Bayern de Múnich    | 5 – 1 | RB Leipzig               | Allianz Arena       | 20 de diciembre | 20:30 |
| Eintracht Fráncfort | 1 – 3 | Maguncia 05              | Deutsche Bank Park  | 21 de diciembre | 15:30 |
| Hoffenheim          | 1 – 2 | Borussia Mönchengladbach | PreZero Arena       | 21 de diciembre | 15:30 |
| Holstein Kiel       | 5 – 1 | Augsburgo                | Holstein-Stadion    | 21 de diciembre | 15:30 |
| Stuttgart           | 0 – 1 | San Pauli                | MHPArena            | 21 de diciembre | 15:30 |
| Werder Bremen       | 4 – 1 | Unión Berlín             | Weserstadion        | 21 de diciembre | 15:30 |
| Bayer Leverkusen    | 5 – 1 | Friburgo                 | BayArena            | 21 de diciembre | 18:30 |
| Bochum              | 2 – 0 | Heidenheim               | Vonovia Ruhrstadion | 22 de diciembre | 15:30 |
| Wolfsburgo          | 1 – 3 | Borussia Dortmund        | Volkswagen-Arena    | 22 de diciembre | 17:30 |

| Borussia Dortmund        | 2 – 3 | Bayer Leverkusen    | Signal Iduna Park   | 10 de enero | 20:30 |
| Friburgo                 | 3 – 2 | Holstein Kiel       | Europa-Park Stadion | 11 de enero | 15:30 |
| Heidenheim               | 2 – 0 | Unión Berlín        | Voith-Arena         | 11 de enero | 15:30 |
| Hoffenheim               | 0 – 1 | Wolfsburgo          | PreZero Arena       | 11 de enero | 15:30 |
| Maguncia 05              | 2 – 0 | Bochum              | Mewa Arena          | 11 de enero | 15:30 |
| San Pauli                | 0 – 1 | Eintracht Fráncfort | Millerntor-Stadion  | 11 de enero | 15:30 |
| Borussia Mönchengladbach | 0 – 1 | Bayern de Múnich    | Borussia Park       | 11 de enero | 18:30 |
| RB Leipzig               | 4 – 2 | Werder Bremen       | Red Bull Arena      | 12 de enero | 15:30 |
| Augsburgo                | 0 – 1 | Stuttgart           | WWK Arena           | 12 de enero | 17:30 |

| Holstein Kiel       | 4 – 2 | Borussia Dortmund        | Holstein-Stadion    | 14 de enero | 18:30 |
| Bayer Leverkusen    | 1 – 0 | Maguncia 05              | BayArena            | 14 de enero | 20:30 |
| Eintracht Fráncfort | 4 – 1 | Friburgo                 | Deutsche Bank Park  | 14 de enero | 20:30 |
| Wolfsburgo          | 5 – 1 | Borussia Mönchengladbach | Volkswagen-Arena    | 14 de enero | 20:30 |
| Bochum              | 1 – 0 | San Pauli                | Vonovia Ruhrstadion | 15 de enero | 18:30 |
| Bayern de Múnich    | 5 – 0 | Hoffenheim               | Allianz Arena       | 15 de enero | 20:30 |
| Stuttgart           | 2 – 1 | RB Leipzig               | MHPArena            | 15 de enero | 20:30 |
| Unión Berlín        | 0 – 2 | Augsburgo                | Alte Försterei      | 15 de enero | 20:30 |
| Werder Bremen       | 3 – 3 | Heidenheim               | Weserstadion        | 15 de enero | 20:30 |

### Segunda vuelta
| Eintracht Fráncfort | 2 – 0 | Borussia Dortmund        | Deutsche Bank Park  | 17 de enero | 20:30 |
| Bayern de Múnich    | 3 – 2 | Wolfsburgo               | Allianz Arena       | 18 de enero | 15:30 |
| Bochum              | 3 – 3 | RB Leipzig               | Vonovia Ruhrstadion | 18 de enero | 15:30 |
| Heidenheim          | 0 – 2 | San Pauli                | Voith-Arena         | 18 de enero | 15:30 |
| Holstein Kiel       | 1 – 3 | Hoffenheim               | Holstein-Stadion    | 18 de enero | 15:30 |
| Stuttgart           | 4 – 0 | Friburgo                 | MHPArena            | 18 de enero | 15:30 |
| Bayer Leverkusen    | 3 – 1 | Borussia Mönchengladbach | BayArena            | 18 de enero | 18:30 |
| Unión Berlín        | 2 – 1 | Maguncia 05              | Alte Försterei      | 19 de enero | 15:30 |
| Werder Bremen       | 0 – 2 | Augsburgo                | Weserstadion        | 19 de enero | 17:30 |

| Wolfsburgo               | 2 – 2 | Holstein Kiel       | Volkswagen-Arena    | 24 de enero | 20:30 |
| Augsburgo                | 2 – 1 | Heidenheim          | WWK Arena           | 25 de enero | 15:30 |
| Borussia Dortmund        | 2 – 2 | Werder Bremen       | Signal Iduna Park   | 25 de enero | 15:30 |
| Friburgo                 | 1 – 2 | Bayern de Múnich    | Europa-Park Stadion | 25 de enero | 15:30 |
| Maguncia 05              | 2 – 0 | Stuttgart           | Mewa Arena          | 25 de enero | 15:30 |
| RB Leipzig               | 2 – 2 | Bayer Leverkusen    | Red Bull Arena      | 25 de enero | 15:30 |
| Borussia Mönchengladbach | 3 – 0 | Bochum              | Borussia Park       | 25 de enero | 18:30 |
| Hoffenheim               | 2 – 2 | Eintracht Fráncfort | PreZero Arena       | 26 de enero | 15:30 |
| San Pauli                | 3 – 0 | Unión Berlín        | Millerntor-Stadion  | 26 de enero | 17:30 |

| Werder Bremen       | 1 – 0 | Maguncia 05              | Weserstadion        | 31 de enero  | 20:30 |
| Bayern de Múnich    | 4 – 3 | Holstein Kiel            | Allianz Arena       | 1 de febrero | 15:30 |
| Bochum              | 0 – 1 | Friburgo                 | Vonovia Ruhrstadion | 1 de febrero | 15:30 |
| Heidenheim          | 1 – 2 | Borussia Dortmund        | Voith-Arena         | 1 de febrero | 15:30 |
| San Pauli           | 1 – 1 | Augsburgo                | Millerntor-Stadion  | 1 de febrero | 15:30 |
| Stuttgart           | 1 – 2 | Borussia Mönchengladbach | MHPArena            | 1 de febrero | 15:30 |
| Unión Berlín        | 0 – 0 | RB Leipzig               | Alte Försterei      | 1 de febrero | 18:30 |
| Eintracht Fráncfort | 1 – 1 | Wolfsburgo               | Deutsche Bank Park  | 2 de febrero | 15:30 |
| Bayer Leverkusen    | 3 – 1 | Hoffenheim               | BayArena            | 2 de febrero | 17:30 |

| Bayern de Múnich         | 3 – 0 | Werder Bremen       | Allianz Arena       | 7 de febrero | 20:30 |
| Borussia Dortmund        | 1 – 2 | Stuttgart           | Signal Iduna Park   | 8 de febrero | 15:30 |
| Friburgo                 | 1 – 0 | Heidenheim          | Europa-Park Stadion | 8 de febrero | 15:30 |
| Hoffenheim               | 0 – 4 | Unión Berlín        | PreZero Arena       | 8 de febrero | 15:30 |
| Maguncia 05              | 0 – 0 | Augsburgo           | Mewa Arena          | 8 de febrero | 15:30 |
| Wolfsburgo               | 0 – 0 | Bayer Leverkusen    | Volkswagen-Arena    | 8 de febrero | 15:30 |
| Borussia Mönchengladbach | 1 – 1 | Eintracht Fráncfort | Borussia Park       | 8 de febrero | 18:30 |
| Holstein Kiel            | 2 – 2 | Bochum              | Holstein-Stadion    | 9 de febrero | 15:30 |
| RB Leipzig               | 2 – 0 | San Pauli           | Red Bull Arena      | 9 de febrero | 17:30 |

| Augsburgo           | 0 – 0 | RB Leipzig               | WWK Arena           | 14 de febrero | 20:30 |
| Bochum              | 2 – 0 | Borussia Dortmund        | Vonovia Ruhrstadion | 15 de febrero | 15:30 |
| San Pauli           | 0 – 1 | Friburgo                 | Millerntor-Stadion  | 15 de febrero | 15:30 |
| Stuttgart           | 1 – 2 | Wolfsburgo               | MHPArena            | 15 de febrero | 15:30 |
| Unión Berlín        | 1 – 2 | Borussia Mönchengladbach | Alte Försterei      | 15 de febrero | 15:30 |
| Bayer Leverkusen    | 0 – 0 | Bayern de Múnich         | BayArena            | 15 de febrero | 18:30 |
| Werder Bremen       | 1 – 3 | Hoffenheim               | Weserstadion        | 16 de febrero | 15:30 |
| Eintracht Fráncfort | 3 – 1 | Holstein Kiel            | Deutsche Bank Park  | 16 de febrero | 17:30 |
| Heidenheim          | 0 – 2 | Maguncia 05              | Voith-Arena         | 16 de febrero | 19:30 |

| Friburgo                 | 5 – 0 | Werder Bremen       | Europa-Park Stadion | 21 de febrero | 20:30 |
| Borussia Mönchengladbach | 0 – 3 | Augsburgo           | Borussia Park       | 22 de febrero | 15:30 |
| Holstein Kiel            | 0 – 2 | Bayer Leverkusen    | Holstein-Stadion    | 22 de febrero | 15:30 |
| Maguncia 05              | 2 – 0 | San Pauli           | Mewa Arena          | 22 de febrero | 15:30 |
| Wolfsburgo               | 1 – 1 | Bochum              | Volkswagen-Arena    | 22 de febrero | 15:30 |
| Borussia Dortmund        | 6 – 0 | Unión Berlín        | Signal Iduna Park   | 22 de febrero | 18:30 |
| RB Leipzig               | 2 – 2 | Heidenheim          | Red Bull Arena      | 23 de febrero | 15:30 |
| Bayern de Múnich         | 4 – 0 | Eintracht Fráncfort | Allianz Arena       | 23 de febrero | 17:30 |
| Hoffenheim               | 1 – 1 | Stuttgart           | PreZero Arena       | 23 de febrero | 19:30 |

| Stuttgart           | 1 – 3 | Bayern de Múnich         | MHPArena            | 28 de febrero | 20:30 |
| Bochum              | 0 – 1 | Hoffenheim               | Vonovia Ruhrstadion | 1 de marzo    | 15:30 |
| Heidenheim          | 0 – 3 | Borussia Mönchengladbach | Voith-Arena         | 1 de marzo    | 15:30 |
| RB Leipzig          | 1 – 2 | Maguncia 05              | Red Bull Arena      | 1 de marzo    | 15:30 |
| San Pauli           | 0 – 2 | Borussia Dortmund        | Millerntor-Stadion  | 1 de marzo    | 15:30 |
| Werder Bremen       | 1 – 2 | Wolfsburgo               | Weserstadion        | 1 de marzo    | 15:30 |
| Eintracht Fráncfort | 1 – 4 | Bayer Leverkusen         | Deutsche Bank Park  | 1 de marzo    | 18:30 |
| Unión Berlín        | 0 – 1 | Holstein Kiel            | Alte Försterei      | 2 de marzo    | 15:30 |
| Augsburgo           | 0 – 0 | Friburgo                 | WWK Arena           | 2 de marzo    | 17:30 |

| Borussia Mönchengladbach | 1 – 3 | Maguncia 05   | Borussia Park       | 7 de marzo | 20:30 |
| Bayer Leverkusen         | 0 – 2 | Werder Bremen | BayArena            | 8 de marzo | 15:30 |
| Bayern de Múnich         | 2 – 3 | Bochum        | Allianz Arena       | 8 de marzo | 15:30 |
| Borussia Dortmund        | 0 – 1 | Augsburgo     | Signal Iduna Park   | 8 de marzo | 15:30 |
| Holstein Kiel            | 2 – 2 | Stuttgart     | Holstein-Stadion    | 8 de marzo | 15:30 |
| Wolfsburgo               | 1 – 1 | San Pauli     | Volkswagen-Arena    | 8 de marzo | 15:30 |
| Friburgo                 | 0 – 0 | RB Leipzig    | Europa-Park Stadion | 8 de marzo | 18:30 |
| Eintracht Fráncfort      | 1 – 2 | Unión Berlín  | Deutsche Bank Park  | 9 de marzo | 15:30 |
| Hoffenheim               | 1 – 1 | Heidenheim    | PreZero Arena       | 9 de marzo | 17:30 |

| San Pauli     | 1 – 0 | Hoffenheim               | Millerntor-Stadion  | 14 de marzo | 20:30 |
| Augsburgo     | 1 – 0 | Wolfsburgo               | WWK Arena           | 15 de marzo | 15:30 |
| Maguncia 05   | 2 – 2 | Friburgo                 | Mewa Arena          | 15 de marzo | 15:30 |
| Unión Berlín  | 1 – 1 | Bayern de Múnich         | Alte Försterei      | 15 de marzo | 15:30 |
| Werder Bremen | 2 – 4 | Borussia Mönchengladbach | Weserstadion        | 15 de marzo | 15:30 |
| RB Leipzig    | 2 – 0 | Borussia Dortmund        | Red Bull Arena      | 15 de marzo | 18:30 |
| Bochum        | 1 – 3 | Eintracht Fráncfort      | Vonovia Ruhrstadion | 16 de marzo | 15:30 |
| Heidenheim    | 3 – 1 | Holstein Kiel            | Voith-Arena         | 16 de marzo | 17:30 |
| Stuttgart     | 3 – 4 | Bayer Leverkusen         | MHPArena            | 16 de marzo | 19:30 |

| Bayer Leverkusen         | 3 – 1 | Bochum        | BayArena            | 28 de marzo | 20:30 |
| Bayern de Múnich         | 3 – 2 | San Pauli     | Allianz Arena       | 29 de marzo | 15:30 |
| Borussia Mönchengladbach | 1 – 0 | RB Leipzig    | Borussia Park       | 29 de marzo | 15:30 |
| Hoffenheim               | 1 – 1 | Augsburgo     | PreZero Arena       | 29 de marzo | 15:30 |
| Holstein Kiel            | 0 – 3 | Werder Bremen | Holstein-Stadion    | 29 de marzo | 15:30 |
| Wolfsburgo               | 0 – 1 | Heidenheim    | Volkswagen-Arena    | 29 de marzo | 15:30 |
| Eintracht Fráncfort      | 1 – 0 | Stuttgart     | Deutsche Bank Park  | 29 de marzo | 18:30 |
| Friburgo                 | 1 – 2 | Unión Berlín  | Europa-Park Stadion | 30 de marzo | 15:30 |
| Borussia Dortmund        | 3 – 1 | Maguncia 05   | Signal Iduna Park   | 30 de marzo | 17:30 |

| Augsburgo     | 1 – 3 | Bayern de Múnich         | WWK Arena           | 4 de abril | 20:30 |
| Bochum        | 0 – 4 | Stuttgart                | Vonovia Ruhrstadion | 5 de abril | 15:30 |
| Friburgo      | 1 – 4 | Borussia Dortmund        | Europa-Park Stadion | 5 de abril | 15:30 |
| Heidenheim    | 0 – 1 | Bayer Leverkusen         | Voith-Arena         | 5 de abril | 15:30 |
| Maguncia 05   | 1 – 1 | Holstein Kiel            | Mewa Arena          | 5 de abril | 15:30 |
| RB Leipzig    | 3 – 1 | Hoffenheim               | Red Bull Arena      | 5 de abril | 15:30 |
| Werder Bremen | 2 – 0 | Eintracht Fráncfort      | Weserstadion        | 5 de abril | 18:30 |
| San Pauli     | 1 – 1 | Borussia Mönchengladbach | Millerntor-Stadion  | 6 de abril | 15:30 |
| Unión Berlín  | 1 – 0 | Wolfsburgo               | Alte Försterei      | 6 de abril | 17:30 |

| Wolfsburgo               | 2 – 3 | RB Leipzig        | Volkswagen-Arena    | 11 de abril | 20:30 |
| Bayer Leverkusen         | 0 – 0 | Unión Berlín      | BayArena            | 12 de abril | 15:30 |
| Bochum                   | 1 – 2 | Augsburgo         | Vonovia Ruhrstadion | 12 de abril | 15:30 |
| Borussia Mönchengladbach | 1 – 2 | Friburgo          | Borussia Park       | 12 de abril | 15:30 |
| Hoffenheim               | 2 – 0 | Maguncia 05       | PreZero Arena       | 12 de abril | 15:30 |
| Holstein Kiel            | 1 – 2 | San Pauli         | Holstein-Stadion    | 12 de abril | 15:30 |
| Bayern de Múnich         | 2 – 2 | Borussia Dortmund | Allianz Arena       | 12 de abril | 18:30 |
| Stuttgart                | 1 – 2 | Werder Bremen     | MHPArena            | 13 de abril | 15:30 |
| Eintracht Fráncfort      | 3 – 0 | Heidenheim        | Deutsche Bank Park  | 13 de abril | 17:30 |

| Friburgo          | 3 – 2 | Hoffenheim               | Europa-Park Stadion | 19 de abril | 15:30 |
| Heidenheim        | 0 – 4 | Bayern de Múnich         | Voith-Arena         | 19 de abril | 15:30 |
| Maguncia 05       | 2 – 2 | Wolfsburgo               | Mewa Arena          | 19 de abril | 15:30 |
| RB Leipzig        | 1 – 1 | Holstein Kiel            | Red Bull Arena      | 19 de abril | 15:30 |
| Werder Bremen     | 1 – 0 | Bochum                   | Weserstadion        | 19 de abril | 15:30 |
| Unión Berlín      | 4 – 4 | Stuttgart                | Alte Försterei      | 19 de abril | 18:30 |
| Augsburgo         | 0 – 0 | Eintracht Fráncfort      | WWK Arena           | 20 de abril | 15:30 |
| Borussia Dortmund | 3 – 2 | Borussia Mönchengladbach | Signal Iduna Park   | 20 de abril | 17:30 |
| San Pauli         | 1 – 1 | Bayer Leverkusen         | Millerntor-Stadion  | 20 de abril | 19:30 |

| Stuttgart           | 0 – 1 | Heidenheim               | MHPArena            | 25 de abril | 20:30 |
| Bayer Leverkusen    | 2 – 0 | Augsburgo                | BayArena            | 26 de abril | 15:30 |
| Bayern de Múnich    | 3 – 0 | Maguncia 05              | Allianz Arena       | 26 de abril | 15:30 |
| Hoffenheim          | 2 – 3 | Borussia Dortmund        | PreZero Arena       | 26 de abril | 15:30 |
| Holstein Kiel       | 4 – 3 | Borussia Mönchengladbach | Holstein-Stadion    | 26 de abril | 15:30 |
| Wolfsburgo          | 0 – 1 | Friburgo                 | Volkswagen-Arena    | 26 de abril | 15:30 |
| Eintracht Fráncfort | 4 – 0 | RB Leipzig               | Deutsche Bank Park  | 26 de abril | 18:30 |
| Bochum              | 1 – 1 | Unión Berlín             | Vonovia Ruhrstadion | 27 de abril | 15:30 |
| Werder Bremen       | 0 – 0 | San Pauli                | Weserstadion        | 27 de abril | 17:30 |

| Heidenheim               | 0 – 0 | Bochum               | Voith-Arena         | 2 de mayo | 20:30 |
| Borussia Mönchengladbach | 4 – 4 | Hoffenheim           | Borussia Park       | 3 de mayo | 15:30 |
| RB Leipzig               | 3 – 3 | Bayern de Múnich (C) | Red Bull Arena      | 3 de mayo | 15:30 |
| San Pauli                | 0 – 1 | Stuttgart            | Millerntor-Stadion  | 3 de mayo | 15:30 |
| Unión Berlín             | 2 – 2 | Werder Bremen        | Alte Försterei      | 3 de mayo | 15:30 |
| Borussia Dortmund        | 4 – 0 | Wolfsburgo           | Signal Iduna Park   | 3 de mayo | 18:30 |
| Augsburgo                | 1 – 3 | Holstein Kiel        | WWK Arena           | 4 de mayo | 15:30 |
| Friburgo                 | 2 – 2 | Bayer Leverkusen     | Europa-Park Stadion | 4 de mayo | 17:30 |
| Maguncia 05              | 1 – 1 | Eintracht Fráncfort  | Mewa Arena          | 4 de mayo | 19:30 |

| Wolfsburgo          | 2 – 2 | Hoffenheim               | Volkswagen-Arena    | 9 de mayo  | 20:30 |
| Bochum              | 1 – 4 | Maguncia 05              | Vonovia Ruhrstadion | 10 de mayo | 15:30 |
| Holstein Kiel       | 1 – 2 | Friburgo                 | Holstein-Stadion    | 10 de mayo | 15:30 |
| Unión Berlín        | 0 – 3 | Heidenheim               | Alte Försterei      | 10 de mayo | 15:30 |
| Werder Bremen       | 0 – 0 | RB Leipzig               | Weserstadion        | 10 de mayo | 15:30 |
| Bayern de Múnich    | 2 – 0 | Borussia Mönchengladbach | Allianz Arena       | 10 de mayo | 18:30 |
| Bayer Leverkusen    | 2 – 4 | Borussia Dortmund        | BayArena            | 11 de mayo | 15:30 |
| Eintracht Fráncfort | 2 – 2 | San Pauli                | Deutsche Bank Park  | 11 de mayo | 17:30 |
| Stuttgart           | 4 – 0 | Augsburgo                | MHPArena            | 11 de mayo | 19:30 |

| Augsburgo                | 1 – 2 | Unión Berlín        | WWK Arena           | 17 de mayo | 15:30 |
| Borussia Dortmund        | 3 – 0 | Holstein Kiel       | Signal Iduna Park   | 17 de mayo | 15:30 |
| Borussia Mönchengladbach | 0 – 1 | Wolfsburgo          | Borussia Park       | 17 de mayo | 15:30 |
| Friburgo                 | 1 – 3 | Eintracht Fráncfort | Europa-Park Stadion | 17 de mayo | 15:30 |
| Heidenheim               | 1 – 4 | Werder Bremen       | Voith-Arena         | 17 de mayo | 15:30 |
| Hoffenheim               | 0 – 4 | Bayern de Múnich    | PreZero Arena       | 17 de mayo | 15:30 |
| Maguncia 05              | 2 – 2 | Bayer Leverkusen    | Mewa Arena          | 17 de mayo | 15:30 |
| RB Leipzig               | 2 – 3 | Stuttgart           | Red Bull Arena      | 17 de mayo | 15:30 |
| San Pauli                | 0 – 2 | Bochum              | Millerntor-Stadion  | 17 de mayo | 15:30 |

### Campeón
| Bundesliga                   |
|                              |
| Bayern de Múnich 34.º título |

## Play-off de ascenso y descenso
Los horarios corresponden al huso horario de Alemania (Hora central europea): UTC+2 en horario de verano.
| Ida; 22 de mayo de 2025 | Heidenheim                  | 2:2 (0:2) | Elversberg               | Voith-Arena, Heidenheim                                    |                                                            |
| 20:30                   | Siersleben 62' · Honsak 64' | Reporte   | Petkov 18' · Asllani 42' | Asistencia: 15 000 espectadores Árbitro(s): Sven Jablonski | Asistencia: 15 000 espectadores Árbitro(s): Sven Jablonski |

| Vuelta; 26 de mayo de 2025 | Elversberg    | 1:2 (1:1) (Global 3:4) | Heidenheim                | URSAPHARM-Arena, Spiesen-Elversberg                        |                                                            |
| 20:30                      | Fellhauer 31' | Reporte                | Honsak 9' · Scienza 90+5' | Asistencia: 9105 espectadores Árbitro(s): Sascha Stegemann | Asistencia: 9105 espectadores Árbitro(s): Sascha Stegemann |

- Heidenheim ganó 4-3 en el marcador global y permaneció en la 1. Bundesliga, Elversberg por su parte se mantuvo en la 2. Bundesliga.

## Estadísticas

### Récords
- Primer gol de la temporada: Anotado por Granit Xhaka, para el Bayer Leverkusen contra el Borussia Mönchengladbach (23 de agosto de 2024)
- Último gol de la temporada: Anotado por Andrej Ilić, para el Unión Berlín contra el Augsburgo (17 de mayo de 2025)
- Gol más rápido: Anotado por Jamal Musiala a los 13 segundos en el Holstein Kiel 1 – 6 Bayern de Múnich (14 de septiembre de 2024)
- Gol más cercano al final del encuentro: Anotado por Florian Wirtz a los 100 minutos y 32 segundos en el Borussia Mönchengladbach 2 – 3 Bayer Leverkusen (23 de agosto de 2024)
- Mayor número de goles marcados en un partido: 9 goles, Eintracht Fráncfort 7 – 2 Bochum (2 de noviembre de 2024)
- Partido con más espectadores: 81 365 en catorce juegos, todos con el Borussia Dortmund de local destacando el: Borussia Dortmund 2 – 0 Eintracht Fráncfort (24 de agosto de 2024); 81 365, en el Borussia Dortmund 4 – 2 Heidenheim (13 de septiembre de 2024); 81 365, en el Borussia Dortmund 2 – 1 San Pauli (18 de octubre de 2024); 81 365, en el Borussia Dortmund 2 – 1 Leipzig (2 de noviembre de 2024); 81 365, en el Borussia Dortmund 4 – 0 Friburgo (23 de noviembre de 2024)
- Partido con menos espectadores: 14 000, en el Holstein Kiel 1 – 0 Heidenheim (2 de noviembre de 2024)
- Mayor victoria local: Borussia Dortmund 6 – 0 Union Berlin (22 de febrero de 2025)
- Mayor victoria visitante: Holstein Kiel 1 – 6 Bayern de Múnich (14 de septiembre de 2024); Werder Bremen 0 – 5 Bayern de Múnich (21 de septiembre de 2024); Bochum 0 – 5 Bayern de Múnich (27 de octubre de 2024)

### Máximos goleadores
Datos actualizados a 17 de mayo de 2025.
| Pos. | Jugador           | Equipo                   | Goles | Part. | Prom. |
| ---- | ----------------- | ------------------------ | ----- | ----- | ----- |
| 1    | Harry Kane        | Bayern de Múnich         | 26    | 31    | 0.84  |
| 2    | Serhou Guirassy   | Borussia Dortmund        | 21    | 30    | 0.7   |
| =    | Patrik Schick     | Bayer Leverkusen         | 21    | 31    | 0.68  |
| 4    | Jonathan Burkardt | Mainz 05                 | 18    | 29    | 0.62  |
| 5    | Tim Kleindienst   | Borussia Mönchengladbach | 16    | 31    | 0.52  |
| 6    | Omar Marmoush     | Eintracht Fráncfort      | 15    | 17    | 0.88  |
| =    | Hugo Ekitike      | Eintracht Fráncfort      | 15    | 33    | 0.45  |
| =    | Ermedin Demirović | Stuttgart                | 15    | 34    | 0.44  |
| 9    | Benjamin Šeško    | Leipzig                  | 13    | 33    | 0.39  |
| 10   | Jamal Musiala     | Bayern de Múnich         | 12    | 25    | 0.48  |
| =    | Nick Woltemade    | Stuttgart                | 12    | 28    | 0.43  |
| =    | Michael Olise     | Bayern de Múnich         | 12    | 34    | 0.32  |
| 13   | Alassane Pléa     | Borussia Mönchengladbach | 11    | 30    | 0.37  |
| =    | Leroy Sané        | Bayern de Múnich         | 11    | 30    | 0.37  |
| =    | Shuto Machino     | Holstein Kiel            | 11    | 32    | 0.34  |
| =    | Andrej Kramarić   | Hoffenheim               | 11    | 32    | 0.34  |

### Máximos asistentes
Datos actualizados a 17 de mayo de 2025.
| Pos. | Jugador                 | Equipo                   | Asistencias | Part. | Prom. |
| ---- | ----------------------- | ------------------------ | ----------- | ----- | ----- |
| 1    | Michael Olise           | Bayern de Múnich         | 15          | 34    | 0.44  |
| 2    | Florian Wirtz           | Bayer Leverkusen         | 12          | 31    | 0.39  |
| 3    | Vincenzo Grifo          | Friburgo                 | 11          | 34    | 0.32  |
| 4    | Pascal Groß             | Borussia Dortmund        | 10          | 30    | 0.33  |
| =    | Julian Brandt           | Borussia Dortmund        | 10          | 30    | 0.33  |
| 6    | Omar Marmoush           | Eintracht Fráncfort      | 9           | 17    | 0.53  |
| =    | Mohamed El Amine Amoura | Wolfsburgo               | 9           | 31    | 0.29  |
| 8    | Harry Kane              | Bayern de Múnich         | 8           | 31    | 0.26  |
| =    | Mitchell Weiser         | Werder Bremen            | 8           | 31    | 0.25  |
| =    | Andrej Kramarić         | Hoffenheim               | 8           | 32    | 0.25  |
| =    | Angelo Stiller          | Stuttgart                | 8           | 33    | 0.24  |
| =    | Hugo Ekitike            | Eintracht Fráncfort      | 8           | 33    | 0.24  |
| 13   | Franck Honorat          | Borussia Mönchengladbach | 7           | 19    | 0.37  |
| =    | Xavi Simons             | Leipzig                  | 7           | 25    | 0.28  |
| =    | Tim Kleindienst         | Borussia Mönchengladbach | 7           | 31    | 0.23  |
| =    | Alejandro Grimaldo      | Bayer Leverkusen         | 7           | 32    | 0.22  |
| =    | Robin Hack              | Borussia Mönchengladbach | 7           | 33    | 0.21  |
| =    | Anthony Caci            | Mainz 05                 | 7           | 33    | 0.21  |
| =    | Granit Xhaka            | Bayer Leverkusen         | 7           | 33    | 0.21  |

### Mejor portero
Datos actualizados a 17 de mayo de 2025.
| Pos. | Jugador          | Equipo            | Goles recibidos | Part. | Coef. |
| ---- | ---------------- | ----------------- | --------------- | ----- | ----- |
| 1    | Nikola Vasilj    | San Pauli         | 39              | 33    | 1.18  |
| 2    | Robin Zentner    | Mainz 05          | 41              | 32    | 1.28  |
| 3    | Lukáš Hrádecký   | Bayer Leverkusen  | 38              | 29    | 1.31  |
| 4    | Frederik Rønnow  | Unión Berlín      | 37              | 28    | 1.32  |
| 5    | Péter Gulácsi    | Leipzig           | 39              | 29    | 1.34  |
| 6    | Gregor Kobel     | Borussia Dortmund | 41              | 27    | 1.52  |
| 7    | Alexander Nübel  | Stuttgart         | 53              | 34    | 1.56  |
| 8    | Michael Zetterer | Werder Bremen     | 57              | 34    | 1.68  |
| 9    | Kamil Grabara    | Wolfsburgo        | 49              | 29    | 1.69  |
| 10   | Oliver Baumann   | Hoffenheim        | 53              | 28    | 1.89  |
| 11   | Kevin Müller     | Heidenheim        | 64              | 33    | 1.94  |

### Hat-tricks o pókers
Aquí se encuentra la lista de hat-tricks y póker de goles (en general, tres o más goles marcados por un jugador en un mismo encuentro) conseguidos en la temporada.
| Fecha      | Jugador               | Goles             | Local                    | Resultado | Visitante                | Jornada    |
| ---------- | --------------------- | ----------------- | ------------------------ | --------- | ------------------------ | ---------- |
| 24/08/2024 | Andrej Kramarić       | 6' 37' 87'        | Hoffenheim               | 3 – 2     | Holstein Kiel            | Jornada 1  |
| 14/09/2024 | Harry Kane            | 7' 43' 90+1'      | Holstein Kiel            | 1 – 6     | Bayern de Múnich         | Jornada 3  |
| 29/09/2024 | Jens Stage            | 26' 39' 49'       | Hoffenheim               | 3 – 4     | Werder Bremen            | Jornada 5  |
| 19/10/2024 | Harry Kane            | 57' 60' 80'       | Bayern de Múnich         | 4 – 0     | Stuttgart                | Jornada 7  |
| 22/11/2024 | Harry Kane            | 63' 90+3' 90+5'   | Bayern de Múnich         | 3 – 0     | Augsburgo                | Jornada 11 |
| 23/11/2024 | Patrik Schick         | 32' 52' 71'       | Bayer Leverkusen         | 5 – 2     | Heidenheim               | Jornada 11 |
| 21/12/2024 | Patrik Schick         | 45+1' 67' 74' 77' | Bayer Leverkusen         | 5 – 1     | Friburgo                 | Jornada 15 |
| 18/01/2025 | Myron Boadu           | 48' 57' 61'       | Bochum                   | 3 – 3     | RB Leipzig               | Jornada 18 |
| 22/02/2025 | Alexis Claude-Maurice | 55' 61' 70'       | Borussia Mönchengladbach | 0 – 3     | Augsburgo                | Jornada 23 |
| 22/02/2025 | Serhou Guirassy       | 40' 75' 80' 83'   | Borussia Dortmund        | 6 – 0     | Unión Berlín             | Jornada 23 |
| 15/03/2025 | Alassane Pléa         | 7' 28' 47'        | Werder Bremen            | 2 – 4     | Borussia Mönchengladbach | Jornada 26 |
| 5/05/2025  | Ermedin Demirović     | 11' 48' 85'       | Bochum                   | 0 – 4     | Stuttgart                | Jornada 28 |

### Autogoles
| Fecha      | Jugador           | Minuto        | Local                    | Resultado | Visitante                | Jornada    |
| ---------- | ----------------- | ------------- | ------------------------ | --------- | ------------------------ | ---------- |
| 25/08/2024 | Jakub Kamiński    | 65' , 2 – 2   | Wolfsburgo               | 2 – 3     | Bayern de Múnich         | Jornada 1  |
| 14/09/2024 | Nicolai Remberg   | 13' , 0 – 3   | Holstein Kiel            | 1 – 6     | Bayern de Múnich         | Jornada 3  |
| 22/09/2024 | Nordi Mukiele     | 5' , 0 – 1    | Bayer Leverkusen         | 4 – 3     | Wolfsburgo               | Jornada 4  |
| 25/10/2024 | Stefan Lainer     | 55' , 1 – 0   | Mainz 05                 | 1 – 1     | Borussia Mönchengladbach | Jornada 8  |
| 26/10/2024 | Felix Agu         | 77' , 1 – 2   | Werder Bremen            | 2 – 2     | Bayer Leverkusen         | Jornada 8  |
| 03/11/2024 | Marco Friedl      | 12' , 2 – 0   | Borussia Mönchengladbach | 4 – 1     | Werder Bremen            | Jornada 9  |
| 23/11/2024 | Stanley Nsoki     | 67' , 2 – 3   | Hoffenheim               | 4 – 3     | RB Leipzig               | Jornada 11 |
| 21/12/2024 | Kaua Santos       | 15' , 0 – 1   | Eintracht Fráncfort      | 1 – 3     | Mainz 05                 | Jornada 15 |
| 11/01/2025 | Nicolai Remberg   | 23' , 1 – 0   | Friburgo                 | 3 – 2     | Holstein Kiel            | Jornada 16 |
| 25/01/2025 | Marco Friedl      | 51' , 2 – 0   | Borussia Dortmund        | 2 – 2     | Werder Bremen            | Jornada 19 |
| 25/01/2025 | Edmond Tapsoba    | 85' , 2 – 2   | RB Leipzig               | 2 – 2     | Bayer Leverkusen         | Jornada 19 |
| 01/02/2025 | Noahkai Banks     | 17' , 1 – 0   | San Pauli                | 1 – 1     | Augsburgo                | Jornada 20 |
| 01/02/2025 | Nico Elvedi       | 49' , 1 – 1   | Stuttgart                | 1 – 2     | Borussia Mönchengladbach | Jornada 20 |
| 02/02/2025 | Lucas Silva Melo  | 50' , 0 – 1   | Eintracht Fráncfort      | 1 – 1     | Wolfsburgo               | Jornada 20 |
| 08/02/2025 | Waldemar Anton    | 50' , 0 – 1   | Borussia Dortmund        | 1 – 2     | Stuttgart                | Jornada 21 |
| 15/02/2025 | Philipp Treu      | 89' , 0 – 1   | San Pauli                | 0 – 1     | Friburgo                 | Jornada 22 |
| 16/02/2025 | Stanley Nsoki     | 7' , 1 – 0    | Werder Bremen            | 1 – 3     | Hoffenheim               | Jornada 22 |
| 22/02/2025 | Diogo Leite       | 25' , 1 – 0   | Borussia Dortmund        | 6 – 0     | Unión Berlín             | Jornada 23 |
| 16/03/2025 | Granit Xhaka      | 62' , 3 – 1   | Stuttgart                | 3 – 4     | Bayer Leverkusen         | Jornada 26 |
| 16/03/2025 | Angelo Stiller    | 88' , 3 – 3   | Stuttgart                | 3 – 4     | Bayer Leverkusen         | Jornada 26 |
| 04/04/2025 | Chrislain Matsima | 90+3' , 1 – 3 | Augsburgo                | 1 – 3     | Bayern de Múnich         | Jornada 28 |
| 12/04/2025 | Christian Günter  | 14' , 1 – 0   | Borussia Mönchengladbach | 1 – 2     | Friburgo                 | Jornada 29 |
| 12/04/2025 | Max Geschwill     | 90+2' , 1 – 3 | Holstein Kiel            | 1 – 2     | San Pauli                | Jornada 29 |
| 04/05/2025 | Piero Hincapié    | 48' , 2 – 0   | Friburgo                 | 2 – 2     | Bayer Leverkusen         | Jornada 32 |

## Premios

### Premios mensuales
| Mes        | Jugador del mes    | Jugador del mes     | Rookie del mes    | Rookie del mes           | Gol del mes         | Gol del mes        | Ref.                 |
| Mes        | Jugador            | Equipo              | Jugador           | Equipo                   | Jugador             | Equipo             | Ref.                 |
| ---------- | ------------------ | ------------------- | ----------------- | ------------------------ | ------------------- | ------------------ | -------------------- |
| Agosto     | Victor Boniface    | Bayer Leverkusen    | —                 | —                        | Thomas Müller       | Bayern Munich      | [ 46 ] [ 47 ] [ 48 ] |
| Septiembre | Omar Marmoush      | Eintracht Frankfurt | Kauã Santos       | Eintracht Frankfurt      | Aleksandar Pavlović | Bayern Munich      | [ 46 ] [ 47 ] [ 48 ] |
| Octubre    | Harry Kane         | Bayern Munich       | Michael Olise     | Bayern Munich            | Kingsley Coman      | Bayern Munich      | [ 46 ] [ 47 ] [ 48 ] |
| Noviembre  | Omar Marmoush      | Eintracht Frankfurt | Nathaniel Brown   | Eintracht Frankfurt      | Jamal Musiala       | Bayern Munich      | [ 46 ] [ 47 ] [ 48 ] |
| Diciembre  | Florian Wirtz      | Bayer Leverkusen    | Nathaniel Brown   | Eintracht Frankfurt      | Joshua Kimmich      | Bayern Munich      | [ 46 ] [ 47 ] [ 48 ] |
| Enero      | Florian Wirtz      | Bayer Leverkusen    | Chrislain Matsima | FC Augsburg              | Florian Wirtz       | Bayer Leverkusen   | [ 46 ] [ 47 ] [ 48 ] |
| Febrero    | Serhou Guirassy    | Borussia Dortmund   | Lukas Ullrich     | Borussia Mönchengladbach | Jamal Musiala       | Bayern Munich      | [ 46 ] [ 47 ] [ 48 ] |
| Marzo      | Nico Schlotterbeck | Borussia Dortmund   | Chrislain Matsima | FC Augsburg              | Raphaël Guerreiro   | Bayern Munich      | [ 46 ] [ 47 ] [ 48 ] |
| Abril      | Michael Olise      | Bayern Munich       | Daniel Svensson   | Borussia Dortmund        | Serge Gnabry        | Bayern Munich      | [ 46 ] [ 47 ] [ 48 ] |
| Mayo       | —                  | —                   | —                 | —                        | Leopold Querfeld    | F. C. Union Berlin | [ 46 ] [ 47 ] [ 48 ] |

## Fichajes

### Fichajes más caros del mercado de verano
| Jugador              | Club de destino   | Club de origen         | Precio (€) | Ref.   |
| -------------------- | ----------------- | ---------------------- | ---------- | ------ |
| Michael Olise        | Bayern de Múnich  | Crystal Palace         | 53.000.000 | [ 49 ] |
| João Palhinha        | Bayern de Múnich  | Fulham                 | 51.000.000 | [ 50 ] |
| Maximilian Beier     | Borussia Dortmund | Hoffenheim             | 28.500.000 | [ 51 ] |
| Deniz Undav          | Stuttgart         | Brighton & Hove Albion | 26.700.000 | [ 52 ] |
| Hiroki Itō           | Bayern de Múnich  | Stuttgart              | 23.500.000 | [ 53 ] |
| Waldemar Anton       | Borussia Dortmund | Stuttgart              | 22.500.000 | [ 54 ] |
| Ermedin Demirovic    | Stuttgart         | Augsburgo              | 21.000.000 | [ 55 ] |
| Antonio Nusa         | Leipzig           | Brujas                 | 21.000.000 | [ 56 ] |
| Lutsharel Geertruida | Leipzig           | Feyenoord              | 20.000.000 | [ 57 ] |
| Martin Terrier       | Bayer Leverkusen  | Rennes                 | 20.000.000 | [ 58 ] |

| Datos actualizados a 1 de diciembre de 2024. Fuentes: |

### Fichajes más caros del mercado de invierno
| Jugador          | Club de destino     | Club de origen        | Precio (€) | Ref    |
| ---------------- | ------------------- | --------------------- | ---------- | ------ |
| Xavi Simons      | Leipzig             | PSG                   | 50.000.000 | [ 59 ] |
| Elye Wahi        | Eintracht Fráncfort | Olympique de Marsella | 21.000.000 | [ 60 ] |
| Andreas Olsen    | Wolfsburgo          | Brujas                | 14.000.000 | [ 61 ] |
| Arthur Theate    | Eintracht Fráncfort | Rennes                | 13.000.000 | [ 62 ] |
| Bazoumana Toure  | Hoffenheim          | Hammarby              | 10.000.000 | [ 63 ] |
| Finn Jeltsch     | Stuttgart           | Núremberg             | 9.500.000  | [ 64 ] |
| Gift Orban       | Hoffenheim          | Olympique de Lyon     | 9.000.000  | [ 65 ] |
| Jan-Niklas Beste | Friburgo            | Benfica               | 8.000.000  | [ 66 ] |
| Jonas Urbig      | Bayern de Múnich    | Colonia               | 7.000.000  | [ 67 ] |
| Luca Jaquez      | Stuttgart           | Lucerna               | 6.500.000  | [ 64 ] |